# Prickblad
Prickblad (Dieffenbachia seguine, tidigare Dieffenbachia maculata) är en art ur släktet Dieffenbachia. Den kommer ursprungligen från tropiska delarna av Central- och Sydamerika.
Prickblad har praktfulla och dekorativa mönster på bladen vilket gjort den till en uppskattad krukväxt. Som krukväxt förekommer den i ett flertal varianter med olika grader av brokighet på bladen med allt från några stänk vitt på bladen till nästan helt gulvita blad omgärdade med en rand av grönt. I försök har prickblad konstaterats ta upp och binda xylen och toluen ur luften.

## Giftighet
Alla arter av Dieffenbachia har växtsaft som, om den kommer i kontakt med tungan, kan leda till talsvårigheter, svullnad, blåsor och i mer allvarliga fall andningssvårigheter. Den kan även skada ögon och hud. Den som tar i växten kan få irriterad och inflammerad hud. Växtsaften skadar genom att innehålla irriterande nålformade kristaller.